# Liste der Biografien/Smith, R
Liste der Biografien |
Portal Biografien |
R Personensuche
# |
A |
B |
C |
D |
E |
F |
G |
H |
I |
J |
K |
L |
M |
N |
O |
P |
Q |
R |
S |
T |
U |
V |
W |
X |
Y |
Z |
?
 
Sa |
Sb |
Sc |
Sd |
Se |
Sf |
Sg |
Sh |
Si |
Sj |
Sk |
Sl |
Sm |
Sn |
So |
Sp |
Sq |
Sr |
Ss |
St |
Su |
Sv |
Sw |
Sy |
Sz
 
Sma |
Smb |
Sme |
Smi |
Smj |
Smo |
Smr |
Smu |
Smy
 
Smia |
Smic |
Smid |
Smie |
Smig |
Smij |
Smik |
Smil |
Smir |
Smis |
Smit
 
Smita |
Smite |
Smith |
Smitk |
Smitr |
Smits |
Smitt
 
Smith, A |
Smith, B |
Smith, C |
Smith, D |
Smith, E |
Smith, F |
Smith, G |
Smith, H |
Smith, I |
Smith, J |
Smith, K |
Smith, L |
Smith, M |
Smith, N |
Smith, O |
Smith, P |
Smith, Q |
Smith, R |
Smith, S |
Smith, T |
Smith, U |
Smith, V |
Smith, W |
Smith, Y |
Smith, Z |
Smith? |
Smitha |
Smithe |
Smithi |
Smiths |
Smithw |
Smithy
Die Liste der Biografien führt alle Personen auf, die in der deutschsprachigen Wikipedia einen Artikel haben. Dieses ist eine Teilliste mit 92 Einträgen von Personen, deren Namen mit den Buchstaben „Smith, R“ beginnt.

## Smith, R
- Smith, R. R. R. (* 1954), britischer Klassischer Archäologe

### Smith, Ra
- Smith, Rab (* 1948), schottischer Dartspieler
- Smith, Rachel (* 1985), US-amerikanische Schönheitskönigin
- Smith, Rachel (* 1991), US-amerikanische Leichtathletin
- Smith, Rachele Brooke (* 1987), US-amerikanische Schauspielerin und Tänzerin
- Smith, Rahsaan (* 1973), US-amerikanischer Basketballspieler
- Smith, Rainbeaux (1955–2002), US-amerikanische Schauspielerin und Musikerin
- Smith, Ralph Tyler (1915–1972), US-amerikanischer Politiker
- Smith, Randy (* 1965), kanadischer Eishockeyspieler und -trainer
- Smith, Rankin M. Sr. (1925–1997), US-amerikanischer Versicherungsunternehmer
- Smith, Rashad (* 1972), US-amerikanischer Hip-Hop-Produzent und Mitglied der Formation G Unit
- Smith, Ray (1918–1979), US-amerikanischer Country-Sänger
- Smith, Ray (1929–2010), australischer Geher
- Smith, Ray (1934–1979), amerikanischer Rockabilly-Musiker
- Smith, Ray (1936–1991), britischer Schauspieler
- Smith, Ray († 1997), US-amerikanischer Rockabilly-Musiker
- Smith, Raymond (* 1979), australischer Dartspieler

### Smith, Re
- Smith, Rebecca (* 1981), neuseeländische Fußballspielerin
- Smith, Rebecca (* 2000), kanadische Schwimmerin
- Smith, Red, US-amerikanischer Country-Musiker und Disc Jockey
- Smith, Regan (* 1983), US-amerikanischer Rennfahrer
- Smith, Regan (* 2002), US-amerikanische Schwimmerin
- Smith, Reginald (1855–1925), englischer Landschaftsmaler
- Smith, Reilly (* 1991), kanadischer Eishockeyspieler
- Smith, Renée Felice (* 1985), US-amerikanische SchauspielerinRenée Felice Smith (* 1985)

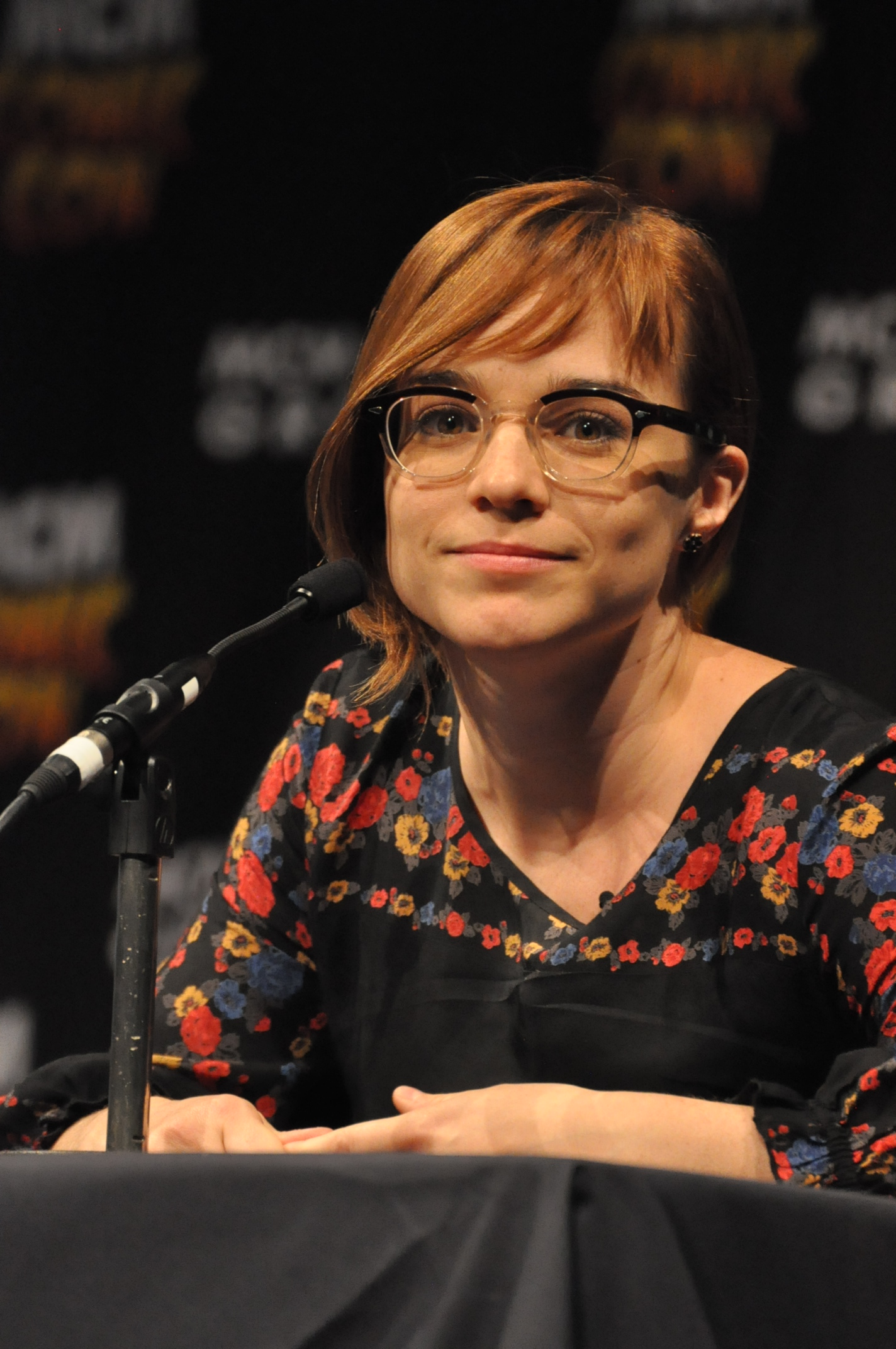
Renée Felice Smith (* 1985)

- Smith, Renny (* 1996), österreichisch-englischer Fußballspieler
- Smith, Rex (* 1955), US-amerikanischer Sänger und Schauspieler

### Smith, Ri
- Smith, Richard († 1803), britischer Offizier, Politiker und Oberbefehlshaber in Indien
- Smith, Richard (1735–1803), US-amerikanischer Politiker
- Smith, Richard (1931–2016), britischer Maler
- Smith, Richard (* 1971), englischer Gitarrist
- Smith, Richard Langham (* 1947), englischer Musikwissenschaftler
- Smith, Richard M. (* 1946), englischer historischer Geograph
- Smith, Richard William (* 1959), kanadischer Geistlicher, römisch-katholischer Erzbischof von Vancouver
- Smith, Rick (* 1948), kanadischer Eishockeyspieler
- Smith, Riley (* 1978), US-amerikanischer Schauspieler und Model
- Smith, Riley B. (* 2005), US-amerikanischer Jugendschauspieler

### Smith, Ro
- Smith, Robert (1757–1842), US-amerikanischer Politiker
- Smith, Robert (1802–1867), US-amerikanischer Politiker
- Smith, Robert (1919–2009), britischer Historiker Westafrikas und der Yoruba
- Smith, Robert (* 1959), britischer Sänger und Gitarrist sowie Gründer der Rockband The CureRobert Smith (* 1959)

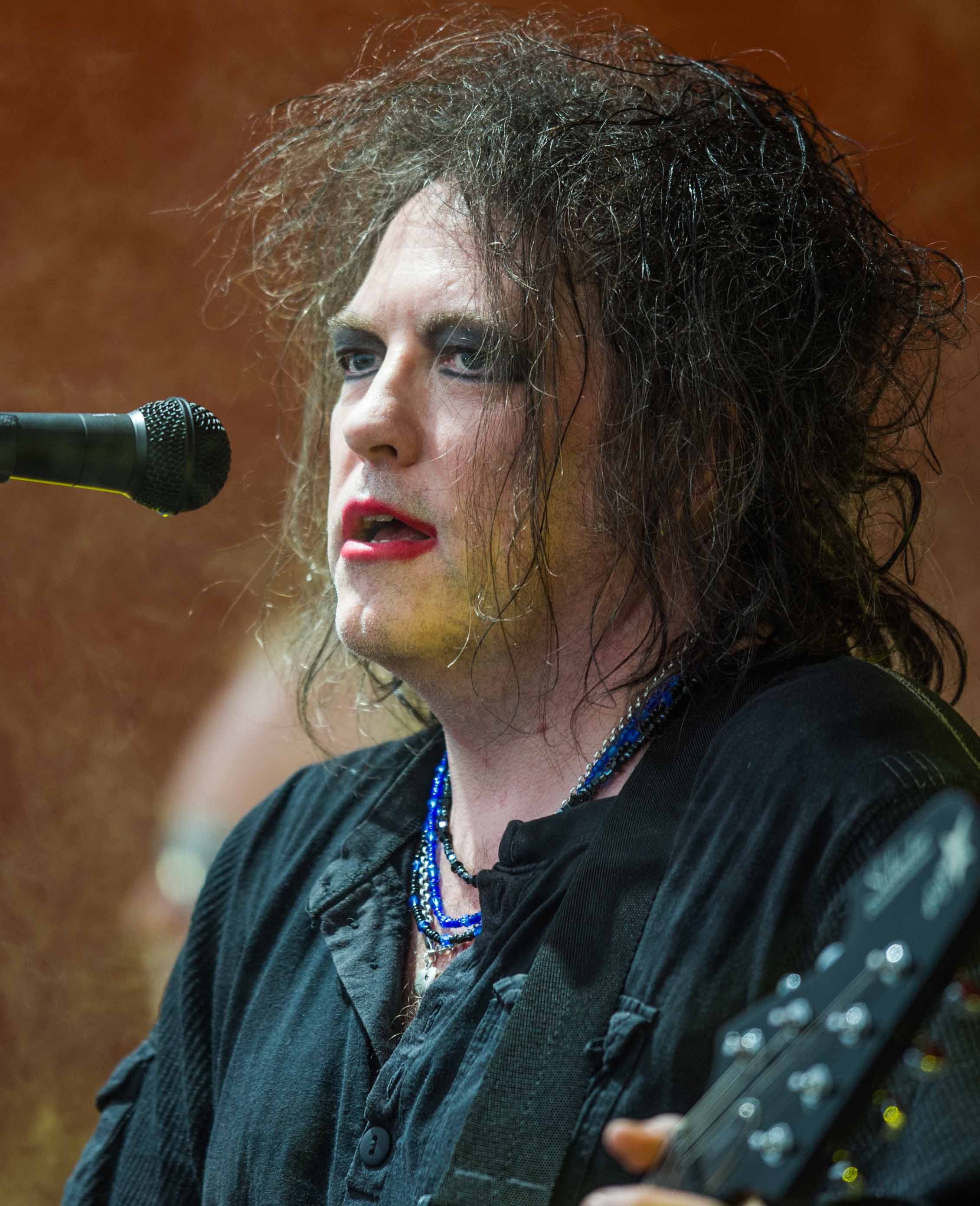
Robert Smith (* 1959)

- Smith, Robert (* 1961), britischer Springreiter und Pferdehändler
- Smith, Robert Burns (1854–1908), US-amerikanischer Politiker, Gouverneur von Montana
- Smith, Robert C. (* 1941), US-amerikanischer Politiker
- Smith, Robert Charles (1951–2009), US-amerikanischer Basketballspieler
- Smith, Robert Christopher, US-amerikanischer Schauspieler, Filmproduzent, Filmregisseur, Drehbuchautor und Filmeditor
- Smith, Robert Dean (* 1956), US-amerikanischer Opernsänger (Tenor)
- Smith, Robert Emmet (1914–1988), US-amerikanischer Szenenbildner und Artdirector
- Smith, Robert Frederick (* 1962), US-amerikanischer Unternehmer, Investor und PhilanthropRobert Frederick Smith (* 1962)

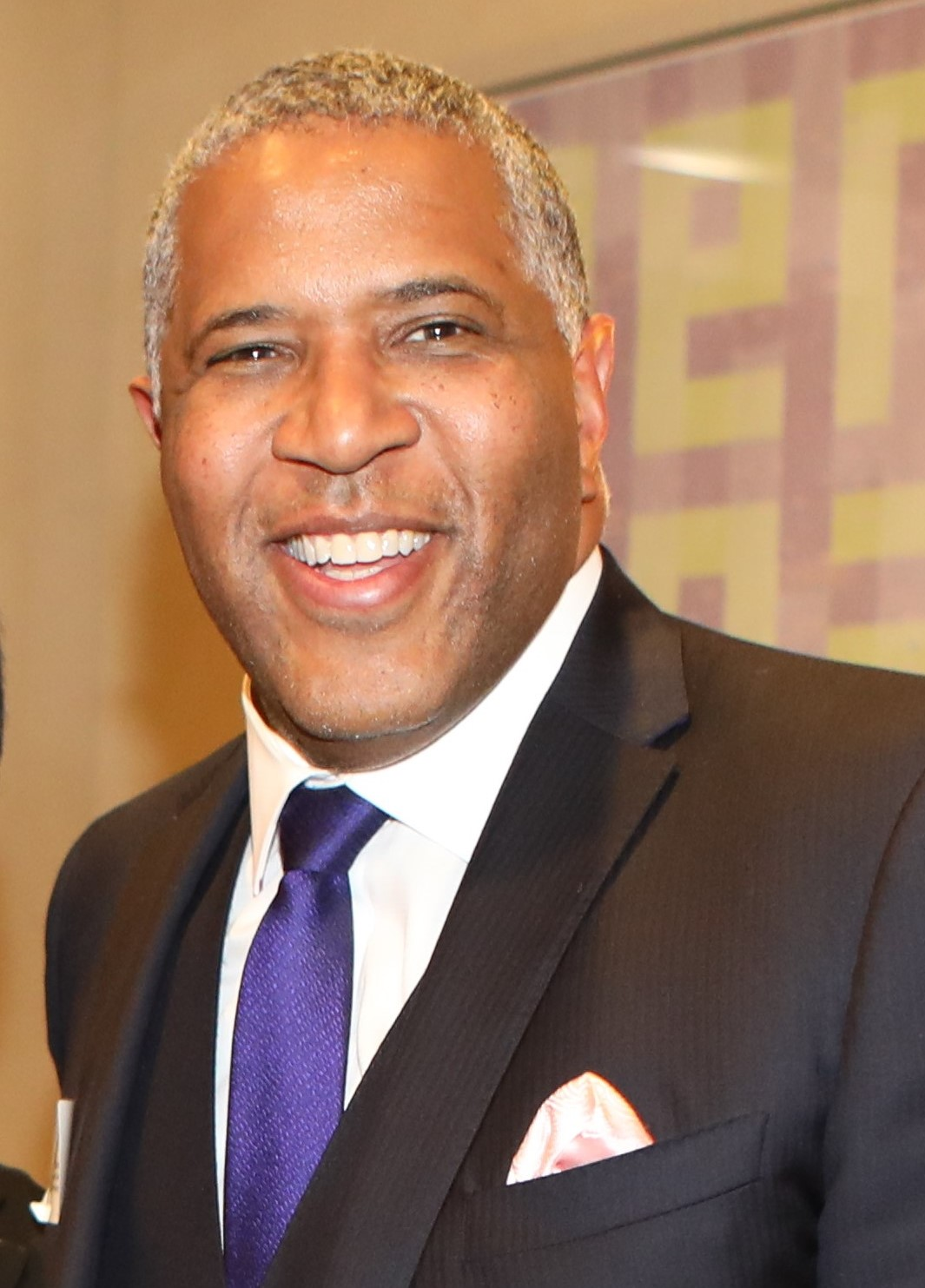
Robert Frederick Smith (* 1962)

- Smith, Robert Freeman (1931–2020), US-amerikanischer Politiker
- Smith, Robert Hardy (1813–1878), amerikanischer Politiker
- Smith, Robert Holbrook (1879–1950), US-amerikanischer Arzt und einer der beiden Gründer der Selbsthilfebewegung der Anonymen Alkoholiker
- Smith, Robert L., US-amerikanischer Entomologe
- Smith, Robert Pearsall (1827–1898), US-amerikanischer Unternehmer, Prediger und Führer der Heiligungsbewegung
- Smith, Robert, 3. Baronet (* 1958), schottischer Politiker
- Smith, Robert, Baron Smith of Kelvin (* 1944), britischer Geschäftsmann und Politiker
- Smith, Roberta (* 1947), US-amerikanische Kunstkritikerin
- Smith, Robin (1943–2019), britischer Autorennfahrer, Unternehmer und Rennstallbesitzer
- Smith, Robyn Selby (* 1980), australische Ruderin
- Smith, Rodger (1896–1935), kanadischer Eishockeyspieler
- Smith, Rodney (* 1961), Politikwissenschaftler
- Smith, Rodney (* 1966), US-amerikanischer Ringer
- Smith, Rodney, Baron Smith (1914–1998), britischer Chirurg und Ärztefunktionär
- Smith, Roger (1925–2007), US-amerikanischer CEO von General Motors
- Smith, Roger (1932–2017), US-amerikanischer Schauspieler, Filmproduzent und Drehbuchautor
- Smith, Roger (* 1959), britischer Improvisationsmusiker (Gitarre)
- Smith, Roger (* 1960), südafrikanischer Schriftsteller
- Smith, Roger (* 1964), bahamaischer Tennisspieler
- Smith, Roger Guenveur (* 1955), US-amerikanischer Schauspieler und AutorRoger Guenveur Smith (* 1955)

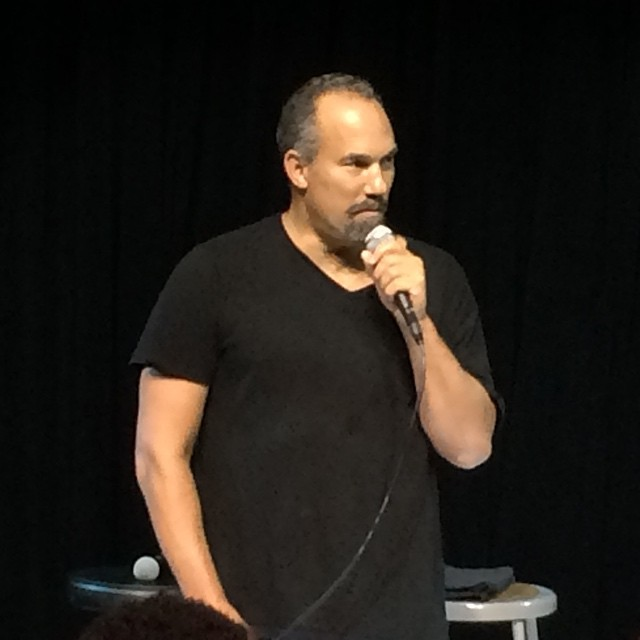
Roger Guenveur Smith (* 1955)

- Smith, Roger P. (1932–2018), US-amerikanischer Pharmakologe und Toxikologe
- Smith, Rogers M. (* 1953), US-amerikanischer Politikwissenschaftler und Hochschullehrer
- Smith, Ron (1943–2013), US-amerikanischer American-Football-Spieler
- Smith, Ronetta (* 1980), jamaikanische Leichtathletin
- Smith, Ronnie (1962–2011), US-amerikanisch-französischer Basketballspieler
- Smith, Ronnie Ray (1949–2013), US-amerikanischer Sprinter
- Smith, Roquan (* 1997), US-amerikanischer American-Football-Spieler
- Smith, Ross (* 1989), englischer DartspielerRoss Smith (* 1989)

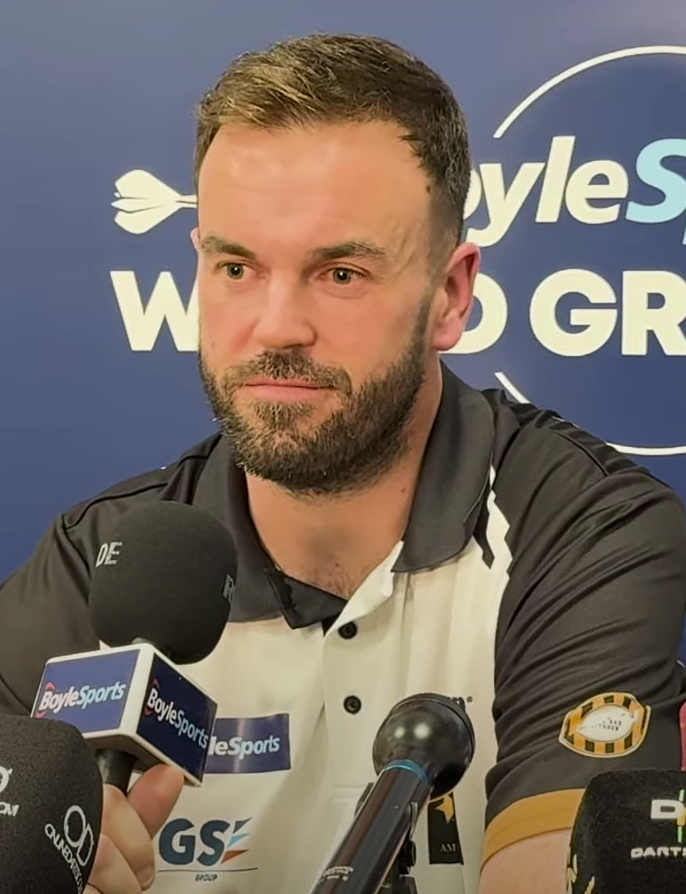
Ross Smith (* 1989)

- Smith, Ross James (* 1985), australischer Badmintonspieler
- Smith, Ross Macpherson (1892–1922), australischer Militärpilot im Ersten Weltkrieg
- Smith, Roswell (1829–1892), US-amerikanischer Anwalt und Verleger
- Smith, Roy (* 1990), costa-ricanischer Fußballspieler

### Smith, Ru
- Smith, Ruben (* 1987), norwegischer Eishockeytorwart
- Smith, Rupert (* 1943), britischer General
- Smith, Russell (1890–1966), US-amerikanischer Jazz-Trompeter und Sänger
- Smith, Russell (1890–1969), US-amerikanischer Jazzpianist, Sänger, Komponist und Bandleader
- Smith, Russell (* 1954), US-amerikanischer Filmproduzent
- Smith, Rusty, US-amerikanischer Basketballspieler und -trainer
- Smith, Rusty (* 1979), US-amerikanischer Shorttrack-Läufer
- Smith, Rutger (* 1981), niederländischer Kugelstoßer und Diskuswerfer
- Smith, Ruth (1913–1958), färöische Malerin und Grafikerin
- Smith, Ruthie (* 1950), britische Jazzmusikerin und Sängerin

### Smith, Ry
- Smith, Ryan (* 1986), englischer Fußballspieler